# Укрощение строптивой
«Укроще́ние стропти́вой» (англ. The Taming of the Shrew) — пьеса в пяти действиях Уильяма Шекспира, написанная между 1590 и 1592 годами. Дата первой постановки пьесы не установлена. Комедия подвергалась неоднократным изменениям и обработкам, шла под разными названиями.

## Сюжет
Место действия — Падуя и загородный дом Петруччо.
Пьеса начинается интродукцией, где спящего пьяного медника по имени Слай (англ. Sly, дословно — «Хитрец») случайно видит лорд, возвращающийся с охоты. Он, с помощью своих слуг и бродячих актёров, разыгрывает Слая: проснувшись в господской постели, тот обнаруживает, что стал дворянином. Однако интродукция служит лишь вступлением к основной пьесе, история Слая обрывается и остаётся недосказанной.
Люченцио, воспитанный во Флоренции сын пизанского дворянина Виченцио, приезжает в Падую, где встречает двух сестёр — Катарину и Бьянку — и влюбляется в последнюю. Младшая Бьянка, в отличие от Катарины, скромна и обходительна. Строптивая же Катарина в перепалке с женихами сестры, молодящимся стариком Гремио и дворянином Гортензио, демонстрирует свой вздорный и лихой нрав. Отец девушек, Баптиста, объявляет женихам Бьянки, что пока он не выдаст старшую дочь, они не могут претендовать на руку младшей. Он решает запереть Бьянку и Катарину дома и нанять для них учителей.
Люченцио придумывает следующий план: он втирается в доверие к Гремио под видом учителя «Камбио», а Транио, слуга Люченцио должен изобразить самого Люченцио, дворянского сына, сватающегося к Бьянке. Таким образом Транио примет на себя недовольство Гремио и Гортензио, в то время как учитель-Люченцио будет добиваться любви Бьянки у неё же дома и под самым носом у Баптисты.
Тем временем Гортензио встречает в Падуе своего знакомца — храброго и остроумного дворянина из Вероны по имени Петруччо. Тот рассказывает, что после смерти отца решил побродить попутешествовать и выгодно жениться. Гортензио рассказывает, что в Падуе есть богатая и красивая невеста, но очень грубая и склочная. Петруччо уверен, что справится с любой непокорной женщиной. Гортензио также уговаривает Петруччо представить его в переодетом виде Баптисте как учителя музыки для Бьянки.
Таким образом, в доме Баптисты собираются все женихи — мнимый «Люченцио» (на самом деле Транио), представляющийся дворянином, намеренным жениться на Бьянке; Гремио, который приводит с собой учителя латыни и греческого по имени Камбио (на самом деле это Люченцио), загримированный Гортензио, рекомендованный Петруччио как учитель музыки «Личио из Мантуи», и сам Петруччо из Вероны.
Баптиста нанимает учителей, приветствует «Люченцио»-Транио и Петруччо. Петруччо без обиняков заявляет Баптисте о его намерении посвататься к Катарине, если за девушкой дадут хорошее приданое. Баптиста обещает половину наследства после своей смерти, а сразу после свадьбы — двадцать тысяч крон. Петруччо согласен, да и лихой и знатный жених нравится Баптисте. Вот только у отца есть сомнения, что Катарина согласится.
Однако Петруччо просит пригласить к нему в гостиную невесту для знакомства, он уверен, что поладит с девицей.
В ожидании Катарины, Петруччо излагает свой план — он намерен «обхитрить» упрямицу: не обращать внимания на её колкости и грубости, вести себя так, будто бы на самом деле Катарина приветлива и мила с ним. План срабатывает — острая на язык Катарина встречает достойного противника: там, где другой бы уже давно хлопнул дверью, Петруччо демонстрирует стойкость, находчивость и большое чувство юмора. Девушка сбита с толку и незаметно для себя оказывается публично обрученной с Петруччо. Жених назначает свадьбу на ближайшее воскресенье и покидает дом нареченной.
В воскресенье все готово к венчанию, Катарина наряжена и волей-неволей ждёт жениха. Но Петруччо задерживается на несколько часов, заставляя Катарину трепетать от перспективы остаться брошенной у алтаря. Наконец жених приезжает — но он грязен, одет кое-как и, похоже, пьян. Однако Петруччо не приводит себя в порядок, он намерен венчаться либо так, либо никак. И Катарина вынуждена уступить. Во время церемонии жених ведёт себя вызывающе, но невеста опять же должна терпеть, чтобы церемония не сорвалась и ей не пришлось стать посмешищем всего города. После венчания Петруччо заявляет, что он не может остаться на свадебный пир, ему надо ехать и жена должна следовать за ним. Баптиста тщетно пытается уговорить зятя остаться. Наконец, к просьбе отца присоединяется и Катарина — но Петруччо непреклонен, и увозит жену.
Два мнимых учителя (Люченцио и Гортензио) остаются в Падуе, пытаясь завоевать симпатии Бьянки. Преуспевает в этом Люченцио, а Гортензио решает жениться на давно неравнодушной к нему вдове. Тем временем Транио под видом Люченцио путает все карты старику Гремио, отваживая его от дома Баптисты.
В поместье Петруччо ожидают молодых. Появляется слуга Петруччо Грумио и сообщает, что они скоро будут. Он со смехом рассказывает о тех испытаниях, которым подвергает хозяин свою молодую жену: он не только увёз Катарину с её свадебного пира, заставил ехать в дальний и изматывающий путь, но по дороге под видом заботы о ней он позволил ей же упасть в грязь с лошади. Наконец, появляются молодожёны. Катарина окончательно измучена дорогой и голодна. Но Петруччо не даёт ей поужинать — он придирается к блюдам, считает их недостойными своей жены, ругает слуг. Затем молодожёны уходят в спальню, но и поспать Катарине тоже не удаётся — Петруччо находит, что и постель недостаточно хороша для его супруги, переворачивает тюфяк и подушки, окончательно доконав Катарину.
Оставшись во власти Петруччо, девушка постепенно осознаёт, что если перечить её далеко не робкому и не менее чем она языкастому супругу — то он не даст ей спокойной жизни, поэтому надо смирить свой нрав и стать более уступчивой.
Приходят известия из Падуи — Баптиста выдаёт Бьянку замуж за богача «Люченцио» (которым по-прежнему притворяется Транио), Катарина и Петруччо выезжают на свадьбу.
По дороге они встречают Винченцио — отца настоящего Люченцио. Петруччо испытывает покорность жены, требуя, чтобы она соглашалась с ним. То он говорит, что Винченцио — это юная дева и требует от Катарины поцеловать красавицу. Катарина не спорит с Петруччо, и приветствует «красавицу». Но муж уже поменял своё мнение и упрекает Катарину за то, что она напугала почтенного старца. Катарина извиняется перед Винченцио и приветствует его должным образом. Однако сбитого с толку Винченцио тут же успокаивают, а узнав, кто он — сообщают о предстоящей свадьбе его сына с младшей сестрой Катарины и предлагают продолжить путь вместе.
Однако прибыв в Падую Винченцио обнаруживает, что у мнимого «Люченцио» появился и мнимый «отец Винченцио» (из-за требования Баптисты Транио и Люченцио находят некоего учителя и обманом уговаривают его сыграть роль «Винченцио, дворянина из Пизы»). Происходит комичная сцена, когда настоящего Винченцио не пускает в его же собственный дом мнимый Винченцио, настолько вошедший в роль, что сам почти поверивший в неё. Появляется Транио, наряженный как дворянин. Винченцио опознаёт в нём слугу своего сына и, не зная, что ещё и подумать, решает, что его сына убили и присвоили его имущество. «Люченцио» и «Винченцио» вызывают стражу, и старика почти арестовывают. Однако тут появляется и настоящий Люченцио, и все разрешается. Да к тому же Люченцио сообщает, что только что он обвенчался с Бьянкой. Присутствующий при всем этом Баптиста прощает обман и приглашает всех в свой дом на пир.
На пиру присутствует множество гостей, в том числе неудачливый жених Гремио, Винченцио, хозяин дома Баптиста, а также три супружеские пары — Гортензио со своей женой, Люченцио с Бьянкой и Петруччо с Катариной. Когда женщины удаляются, между мужчинами завязывается спор — чья жена более послушна. Каждый бьётся об заклад, что именно его. Решено, что для проверки надо послать слугу к жёнам с просьбой мужа явиться на его зов. Чья жена придёт — тот и выиграл.
Сначала посылает слугу Люченцио. Однако Бьянка отказывается приходить по первому зову молодого супруга.
Затем за своей женой посылает Гортензио — но и его жена не приходит, предлагает прийти к ней.
Наконец, Петруччо просит слугу сходить к хозяйке и передать, что он «приказывает ей прийти». Все смеются и ждут отказа. Однако неожиданно именно Катарина приходит, чем приводит всех в изумление.
А Петруччо требует, чтобы жена сходила за Бьянкой и женой Гортензио — и притащила их сюда хоть силком.
Восхищённый Баптиста увеличивает приданое Катарины: «Другая дочь — приданое другое!»
Появляется Катарина, ведущая Бьянку и жену Гортензио. Петруччо требует, чтобы Катарина бросила на пол шапочку, которая ей, якобы, не идёт. Катарина подчиняется. Жена Гортензио и Бьянка негодуют от такого глупого поведения. Петруччо просит супругу объяснить «этим сварливым женщинам», как жена должна служить мужу.
Катарина произносит речь о долге жены и признаётся, что её строптивость была лишь завесой, за которой она из гордости прятала желание любви и настоящего семейного счастья. Лишь смирившаяся женщина способна всё это испытать в полной мере, поскольку гордость препятствует счастью и является источником такого внутреннего разлада, справиться с которым могут подчас лишь столь жестокие, на первый взгляд, приёмы «укрощения», которые вынужден был применять к ней будущий супруг ради её же преображения.
Эта речь Катарины подтверждает, что Петруччо не зря пришлось рисковать, бороться за любовь Катарины не силой, а хитростью, не теряя веры в себя там, где другой бы отступил. В награду за эту свою веру и за риск Петруччо обретает верную и любящую жену.
«Хоть мне никто удачи не пророчил — я взял заклад. Желаю всем спокойной ночи!» — завершают пьесу слова Петруччо.

## Персонажи
- Лорд
- Кристофер Слай, медник
- Трактирщица
- Паж
- Актёры
- Егеря и слуги

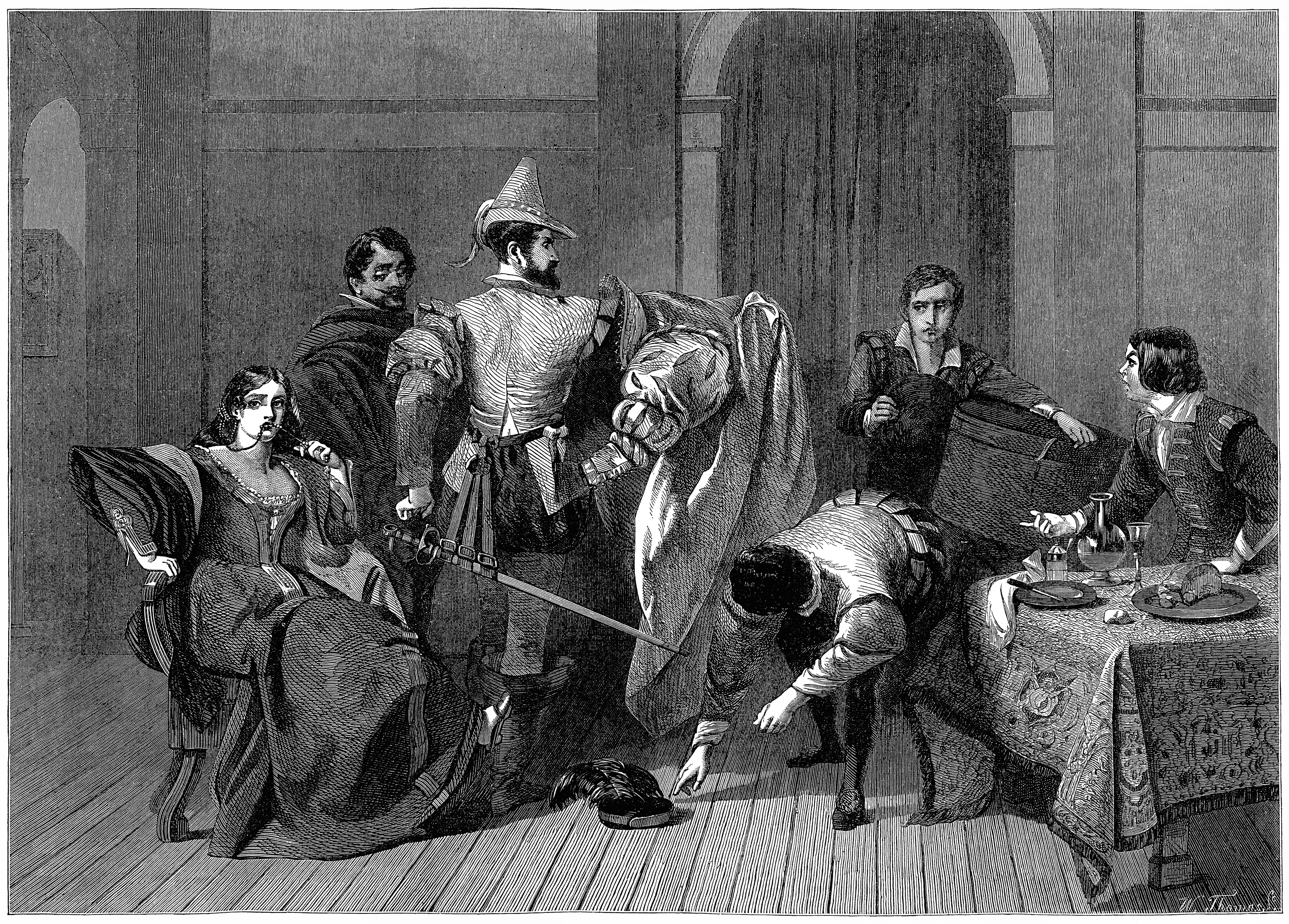
Петруччо и Катарина

- Баптиста — богатый дворянин из Падуи
- Бьянка — младшая дочь Баптисты
- Винченцио — старый дворянин из Пизы
- Люченцио — дворянин, сын Винченцио, влюблённый в Бьянку
- Петруччо — дворянин из Вероны, жених, в дальнейшем муж Катарины
- Гремио — пожилой дворянин из Падуи, ухажёр Бьянки
- Гортензио — дворянин из Падуи, ухажёр Бьянки
- Транио — слуга Люченцио
- Бьонделло — слуга Люченцио
- Грумио — слуга Петруччо
- Кертис — слуга Петруччо
- Учитель
- Катарина — старшая дочь Баптисты
- Вдова — в дальнейшем жена Гортензио
- Портной
- галантерейщик
- слуги Баптисты и Петруччо

### Известные постановки

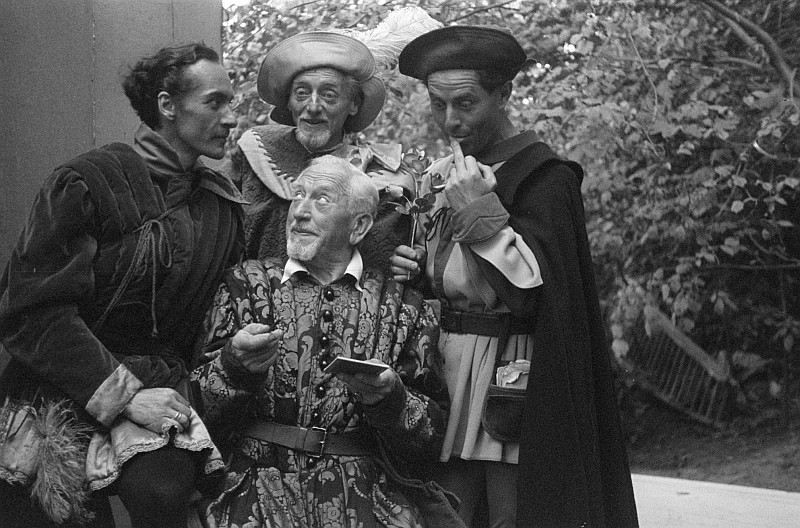
Сцена из спектакля «Укрощение строптивой» в театре на открытом воздухе парка Шёнеберг. Июнь 1945 года, Берлин